# Les Ailes de l'orage
Les Ailes de l'orage (titre original : Storm of Wings) est un roman de fantasy écrit par Chris Bunch en 2002. Il est paru en France en 2009 aux éditions Milady. C'est le premier tome de la trilogie Dragon Master qui se poursuit avec L'Ordre du dragon et se termine avec La Dernière Bataille.

## Résumé
Le livre raconte l'histoire de Hal Kailas, un jeune garçon qui ne rêve que d'une chose, chevaucher un jour un dragon. Grâce à la guerre, son vœu se réalise, les dragons sauvages sont devenus de redoutables armes vivantes chevauchées par des hommes. Hal Kailas est malgré lui enrôlé dans l'armée et se retrouve à dos de dragon. À force de persévérance et d'instinct, il devient le plus grand de tous les dragonniers mais il subit de lourdes épreuves et la perte d'amis chers.